# Oskotz

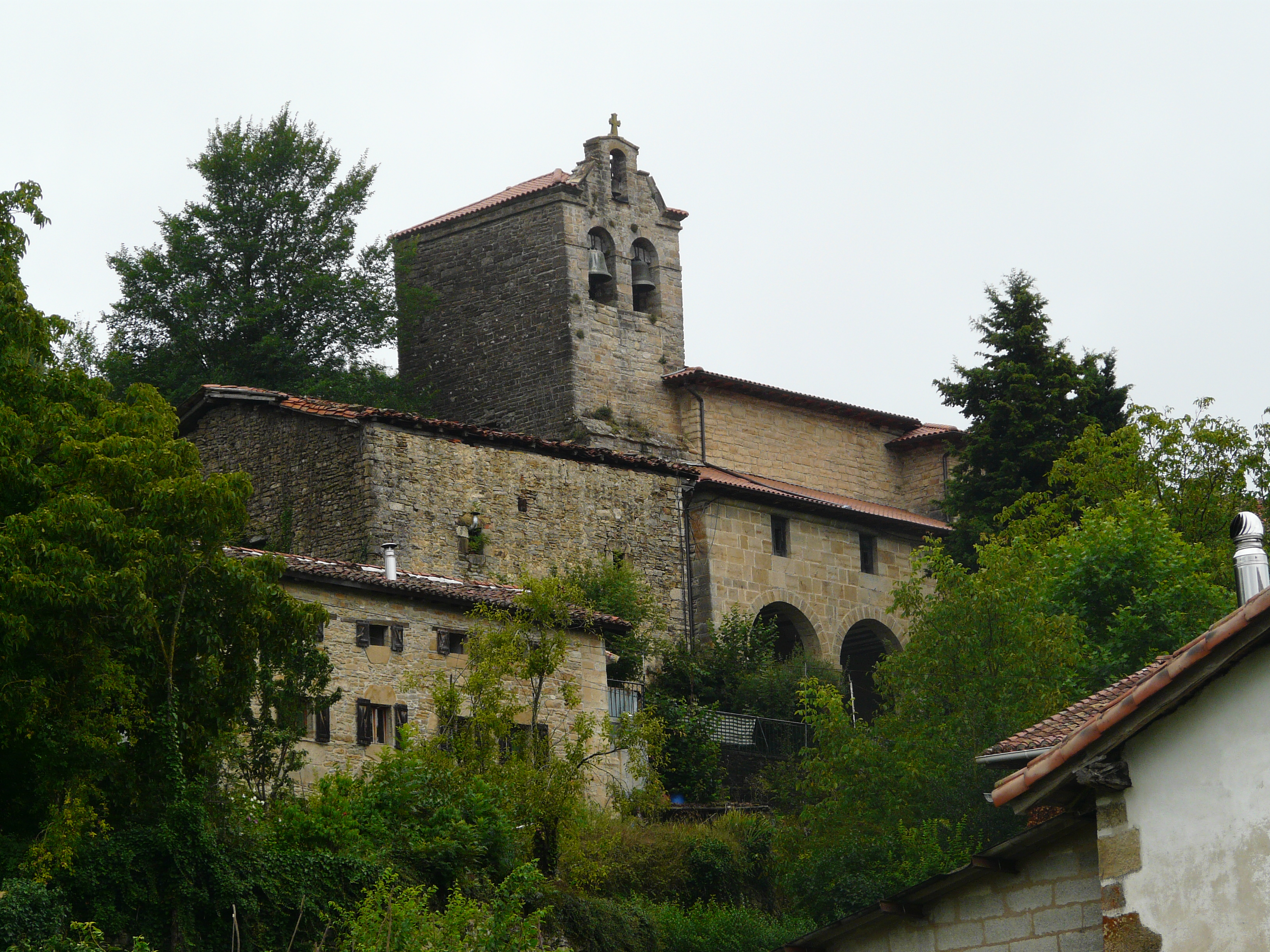
Església d'Oskotz

Oskotz és un consell del municipi d'Imotz de la Comunitat Foral de Navarra, situat a la vall d'Imotz, a 30 km de Pamplona. Té una població de 68 habitants i una superfície de 9,37 km². La llengua més parlada és l'euskera, tot i que també s'hi parla castellà. Les seves principals activitats econòmiques són la ramaderia i el turisme rural.
S'hi pot trobar cases boniques com les de Matxinea o Dindakoa. L'església és a la part alta del poble i data del segle xiv. Tot i que és gòtica, té algunes parts que daten del segle xviii. En sorprèn la porta d'entrada, que és una de les més interessants de la zona.
Podem trobar-hi gran quantitat de vaques i ovelles, pasturant per les prades.

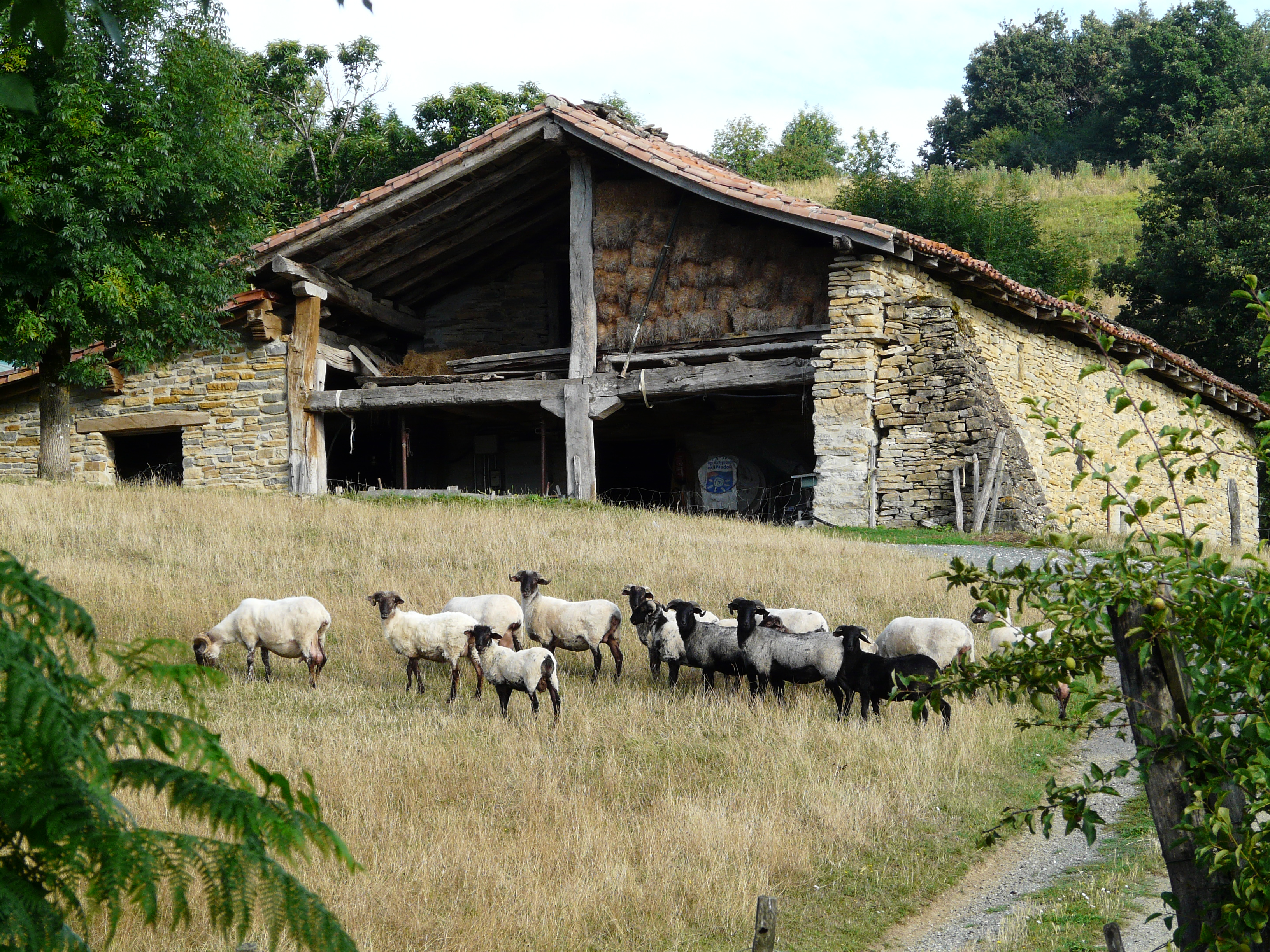
Arotzeneko borda
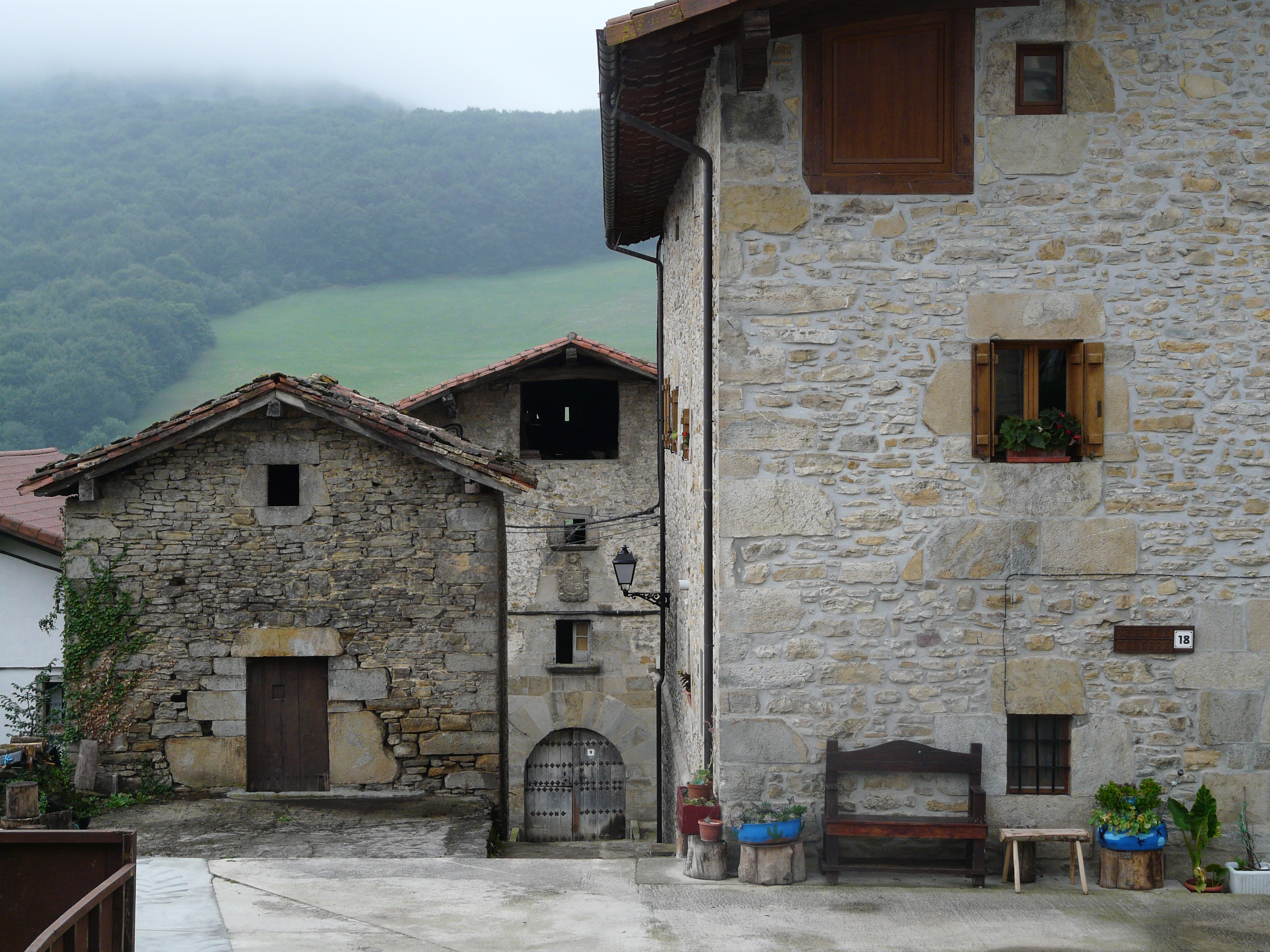
Centre del poble
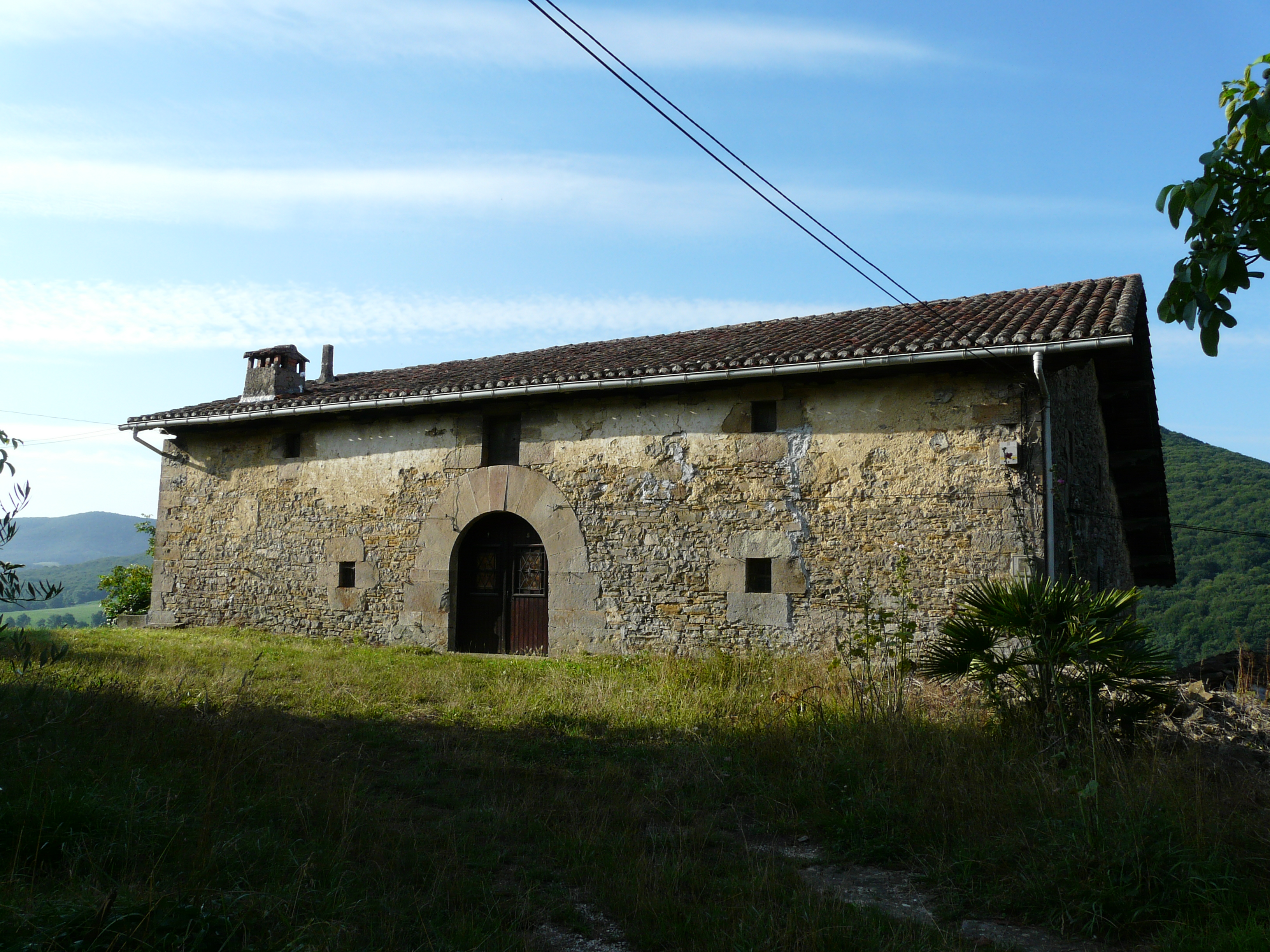
Perutxenea
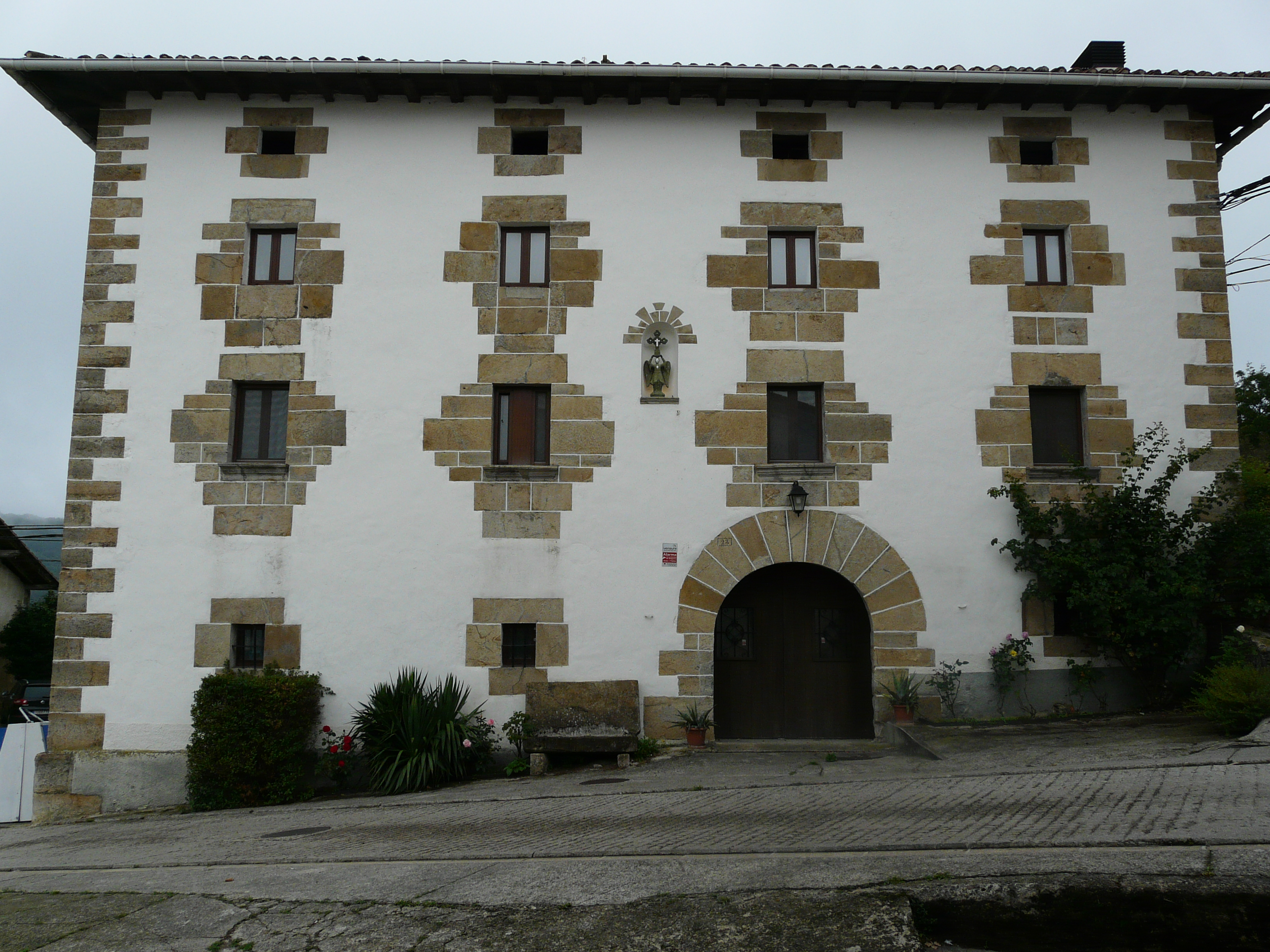
Matxinea
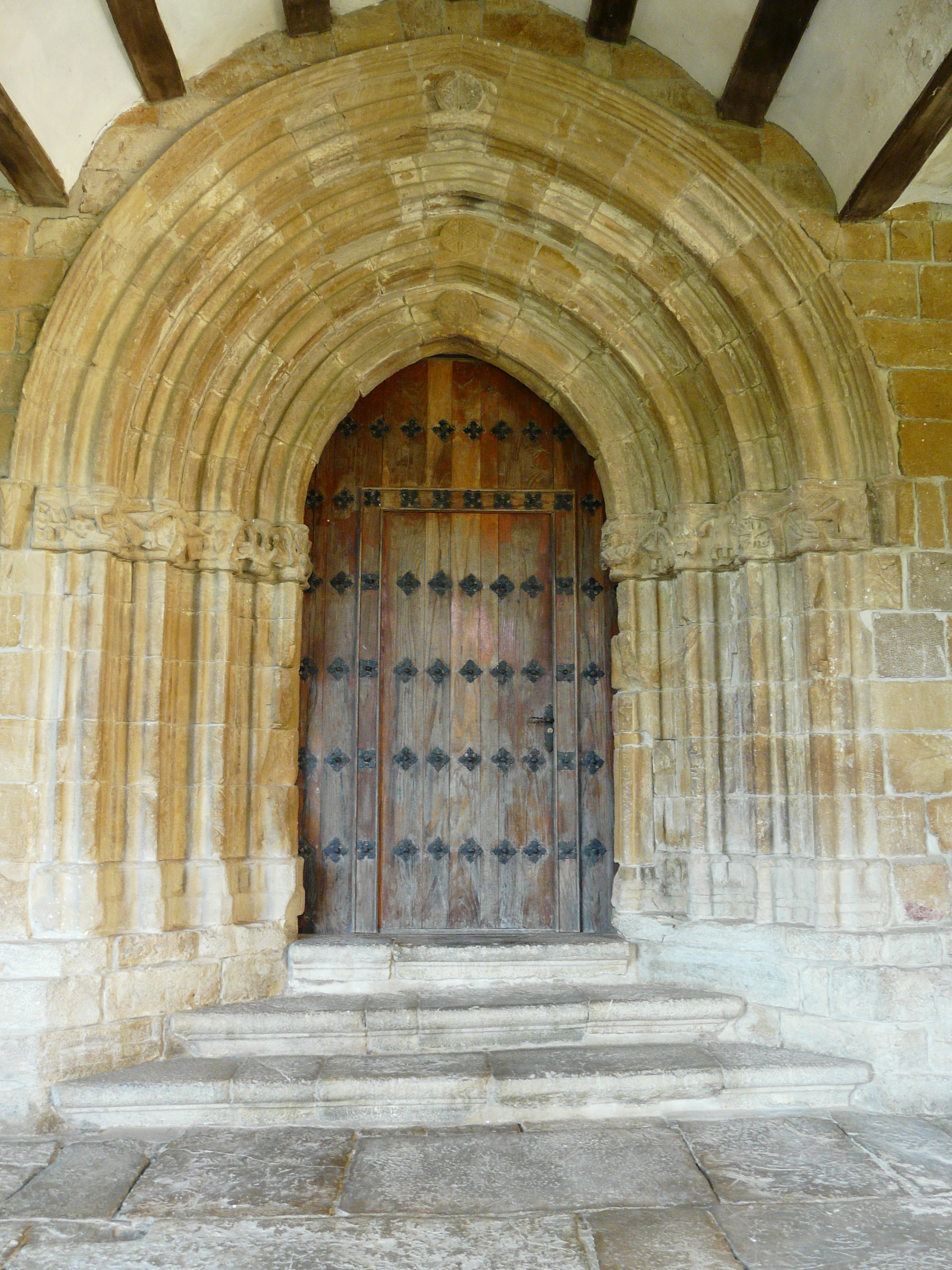
Porta de l'església
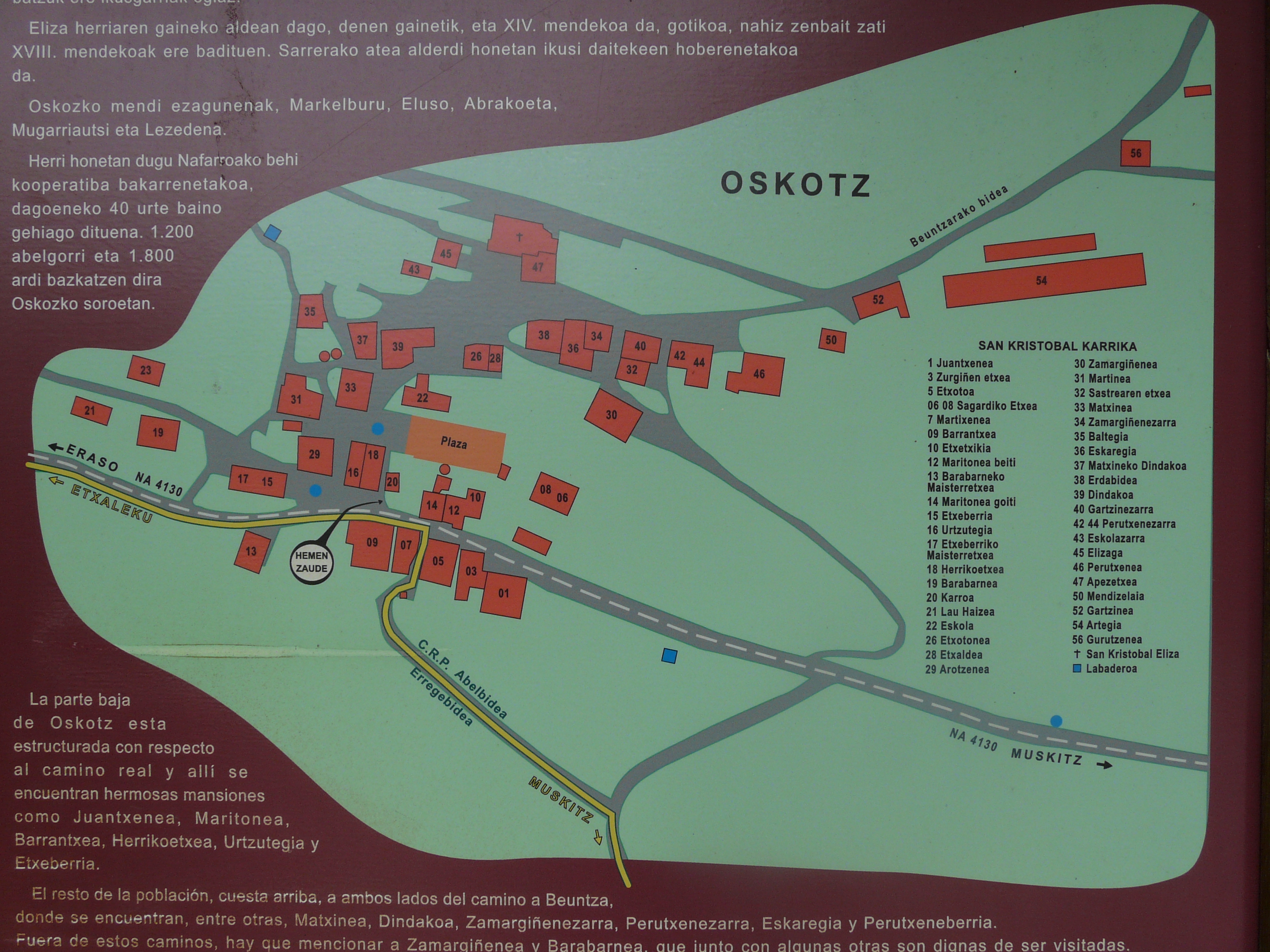
Plànol del poble